# Calycina
Super-ordre
Synonymes
- Calycella (Fr.) Boud.[1]
- Eubelonis Clem.[1]

Les Calycina sont un super-ordre d'oursins.

## Systématique
Le super-ordre Calycina Gregory, 1900 ne doit pas être confondu avec le genre Calycina Nees ex Gray qui concerne des champignons.

## Caractéristiques
Ce sont des oursins réguliers de forme ronde ; la bouche est située au centre de la face orale (inférieure), et l'anus à l'opposé, au sommet du test (coquille).
Leur test, calcaire, est rigide et couvert de piquants durs (« radioles ») ; il est caractérisé dans ce clade par la présence d'une ou plusieurs larges plaques périproctales au-dessus du disque apical, dans laquelle s'insèrent les gonopores.
Ce super-ordre est apparu au début du Jurassique (Hettangien), mais est aujourd'hui fossile depuis que la famille des Saleniidae en a été exclue. 

## Liste des ordres et familles
Selon World Register of Marine Species (19 février 2021) :
- Ordre † Phymosomatoida Mortensen, 1904
  - famille † Diplopodiidae Smith & Wright, 1993
  - famille † Emiratiidae Ali, 1990
  - famille † Heterodiadematidae Smith & Wright, 1993
  - famille † Phymosomatidae Pomel, 1883
  - famille † Polydiaematidae Hess, 1972